# Blondel de Nesle

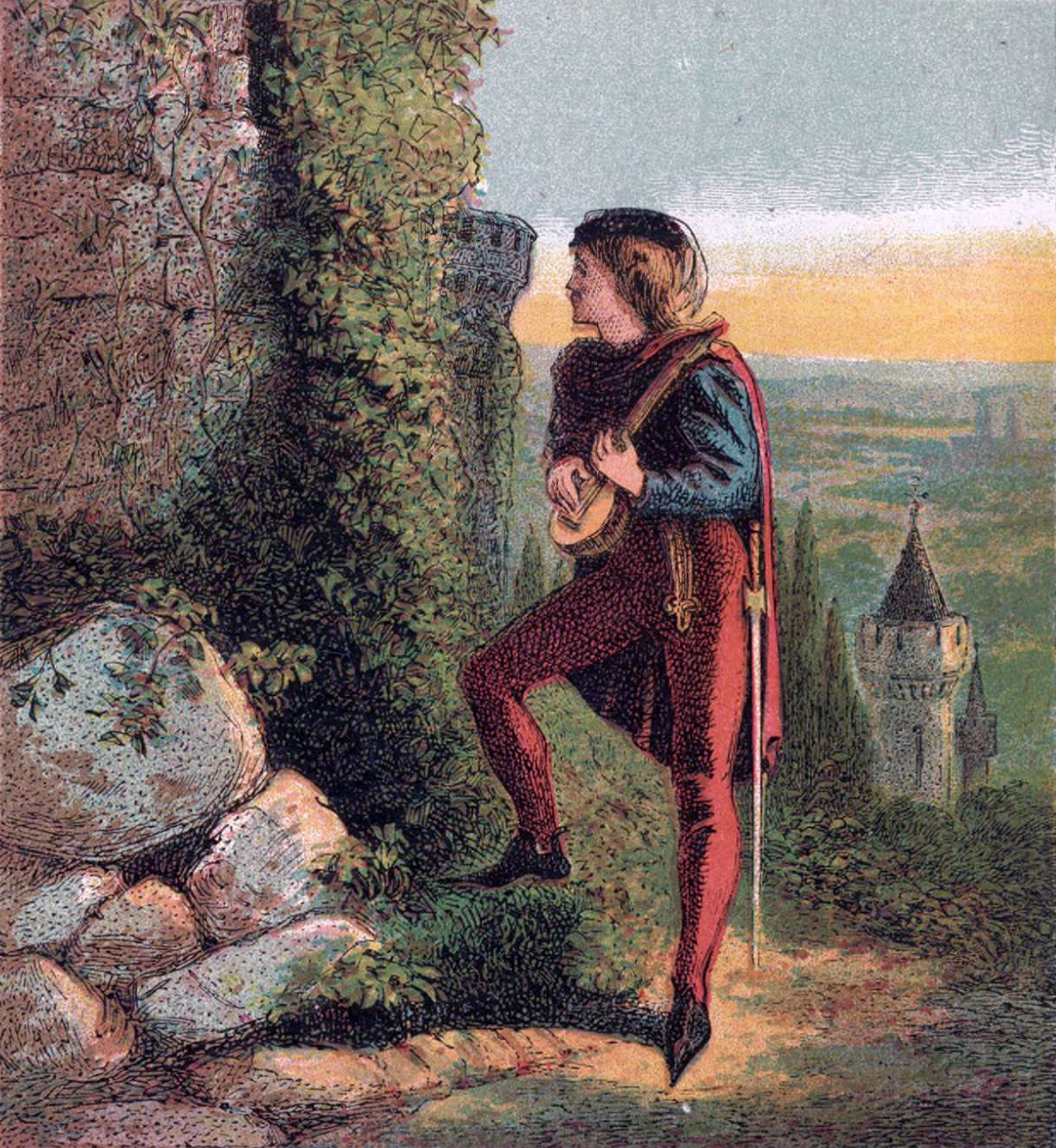
Blondel de Nesle visita o Rei Ricardo I de Inglaterra na prisão. Autor:Joseph Martin Kronheim (1810–96).

Blondel de Nesle (entre 1175 e 1210) foi um poeta, trovador e senhor do norte da França. Escreveu vinte e quatro cantigas cortesãs.
Participou da côrte de Ricardo I de Inglaterra e tornou-se seu confidente, acompanhando-o em todas as expedições. Blondel é citado como um modelo de fidelidade. Conta-se que depois de exaustivas investigações ele descobre a prisão em que Leopoldo V da Áustria, aprisionou o rei inglês e, é cantando uma cantiga. que ele se faz reconhecer.
Prosper Tarbé publicou em 1862, com base em manuscritos, 34 cantigas de Blondel.